# 馬切 (阿肯色州)
馬切（英語：Marche）是位於美國阿肯色州普拉斯基縣的一個非建制地區。該地的面積和人口皆未知。

## 地理
馬切的座標為34°51′49″N 92°21′46″W / 34.86361°N 92.36278°W，而該地的平均海拔高度為82米（即269英尺）。